# Arivechi
Arivechi é um município do estado de Sonora, no México.